# John Malcolm
John Malcolm, född 2 maj 1769 i Burnfoot, Skottland, död 30 maj 1833, var en angloindisk ämbetsman och historiker.
Malcolm kom 1783 till Indien som fänrik, blev 1798 assistent åt residenten i Hyderabad, deltog 1799 som "politisk officer" i fälttåget mot Mysore och sändes därefter av generalguvernören lord Wellesley på en diplomatisk beskickning till Persien (1800-1801), varunder han i Teheran slöt två viktiga fördrag om upprättande av brittiska faktorier i Persien, förbund mot afghanerna och fransmäns utestängande från persisk tjänst. 
Malcolm blev vid återkomsten lord Wellesleys privatsekreterare, deltog 1803-1804 i andra marathkriget som generalguvernörens diplomatiska ombud och slöt de viktiga fördragen med furstarna av Gwalior och Indore. 1810 företog han en ny beskickningsfärd till Persien. Malcolm reste 1811 hem till England, adlades där 1812 och återkom till Indien 1817, då han som brigadgeneral deltog i kriget mot pindaris, och i tredje marathkriget (1817-1818). 
Han utnämndes till generalmajor samt hade bestämmande inflytande på fredssluten med marathfurstarna och organiserade de nyförvärvade stora landområdenas förvaltning. Från 1822 vistades Malcolm sedan i England till sin död med undantag av åren 1828-1830, då han var guvernör över presidentskapet Bombay. Åren 1831-1832 var han medlem av underhuset. En staty över honom är rest i Westminster Abbey.
Malcolm, en självsäker och ärelysten man, var inte bara en av den angloindiska styrelsens skickligaste diplomater och förvaltningsorganisatörer, utan har även gjort sig ryktbar genom grundliga arbeten i persisk och indisk historia. Bland hans skrifter märks: Sketch of the sikhs (1812), History of Persia (2 band, 1815), A memoir of Central India (2 band, 1823), Political history of India from 1784 to 1823 (2 band, 1826), Sketches of Persia (2 band, 1827) samt The administration of British India (1833). Hans levnadsteckning skrevs av John William Kaye, Life and correspondence of major general sir John Malcolm (2 band, 1856).